# Llegenda de les quatre barres de sang
|  | No s'ha de confondre amb Llegenda de Guifré el Pilós. |

La Llegenda de les quatre barres de sang és una llegenda sobre l'origen de la Senyera Reial que apareix per primera vegada el 1551 en la Segunda parte de la crónica general de España, una crònica editada en castellà a València, obra de Pere Antoni Beuter. Aquesta llegenda situa l'origen de la Senyera Reial en la persona de Guifré el Pilós, i més concretament, narra que el senyal dels quatre pals fou creat després d'una batalla contra els normands, quan el rei dels francs mullà la seva mà en la sang de les ferides de Guifré el Pilós, i tot passant després quatre dits per damunt de l'escut daurat del comte de Barcelona li digué: «aquestes seran les vostres armes, comte».
La Llegenda de les quatre barres de sang no apareix a cap obra històrica abans de l'obra de Beuter de 1551, per bé que l'adscripció del Senyal Reial al llinatge dels comtes de Barcelona ja havia estat establert pels reis d'Aragó el segle xiv. Al segle xv aparegueren versions primàries de la llegenda que explicaven la creació d'aquest senyal heràldic en unes marques de sang fetes sobre un escut daurat fins que, finalment, al segle xvi fou el mateix Beuter qui advertí que havia trobat la llegenda de Guifré el Pilós i les barres de sang en uns suposats «cuadernos de mano» (quaderns manuscrits), sense donar més indicacions. Si bé hom no pot imputar, amb absoluta seguretat, que Beuter fos el creador de la llegenda, sembla clar que el recurs dels suposats «cuadernos de mano», o bé remet a una font anterior, o bé fou un subterfugi per evitar qualsevol crítica posterior.
La llegenda valenciana de les quatre barres de sang fou un èxit immediat i fulminant, essent a partir d'aleshores copiada per tots els historiadors posteriors donant-la per verídica. No fou fins al 1812 que l'historiador català Joan de Sans i de Barutell desacredità qualsevol veracitat a la llegenda valenciana de les quatre barres, assenyalant les incoherències històriques que es presenten respecte Guifré el Pilós (c. 840-897), mentre que l'heraldista Faustino Menéndez Pidal de Navascués ha demostrat que l'heràldica no aparegué a Europa fins al segon quart del segle xii (1125-1150). Tot i que el 1812 Joan de Sans i de Barutell desacredità totalment la historicitat de la llegenda, no per això deixà de ser una llegenda formosa, raó per la qual els artistes sentiren la necessitat de reproduir-la gràficament i de glossar-la amb poemes. La llegenda valenciana de les quatre barres de sang apareguda el segle xvi no s'ha de confondre amb la Llegenda medieval de Guifré el Pilós, compilada pels monjos de monestir de Santa Maria de Ripoll el segle xii.

## Antecedents
La vinculació entre la Senyera Reial i el comte Guifré el Pilós es remunta al segle xiv, quan el rei Pere III el Cerimoniós indicà que la Senyera Reial era originària dels comtes de Barcelona. Així, el 1385 ordenà posar escuts barrats als sepulcres comtals de la catedral de Girona corresponents a Ramon Berenguer II i Ermessenda de Carcassona; així mateix, quan el rei redactà les Ordinacions de la Casa establí que la Creu d'Ènnec Aritza era l'escut dels antics reis d'Aragó i no pas el Senyal Reial, que ell considerava propi del llinatge dels comtes de Barcelona. En aquest mateix sentit en les seves Cròniques dels reis d'Aragó e comtes de Barcelona apareix una miniatura que representa Guifré d'Arrià, pare mític de Guifré el Pilós, portant un escut barrat. D'aquesta manera, quan el fill del «Cerimoniós», l'infant i futur rei Joan I d'Aragó «el Caçador», demanà el 1376 a fra Jaume Domènec que redactés la seva genealogia i la de sa muller a Genealogia regum Navarrae et Aragoniae et comitum Barchinonae, novament hi és representada una miniatura de Guifré d'Arrià, pare mític de Guifré el Pilós, portant un escut amb el Senyal Reial. Tan segurs estaven els reis que el Senyal Reial era originari del llinatge de comtes de Barcelona que públicament així ho expressaren tant Martí I d'Aragó «l'Humà», com Alfons V d'Aragó.
- Caplletra A del capítol XXII de les Cròniques dels reis d'Aragó e comtes de Barcelona (ca. 1359): Ara tactem [del començament del llinatge dels comtes de Barcelona]. 
 La miniatura representa el pare de Guifré el Pilós amb el seu escut d'armes, d'or quatre pals de gules, retén homenatge al rei de França per haver-ne rebut el Comtat de Barcelona.
- Genealogia regum Navarrae et Aragoniae et comitum Barchinonae (1376) 
 La miniatura representa el pare de Guifré el Pilós amb el seu escut d'armes, d'or quatre pals de gules.
- Crónica d'Aragón (1524), traducció castellana de De Aragoniae Regibus (1509)

## Versions primàries de la llegenda

Armes de la casa Aguilar-Priego (després Fernández de Córdoba)

La Llegenda de les quatre barres de sang en la seva versió definitiva no apareix en cap obra històrica abans de l'obra de Beuter de 1551. És el mateix Beuter qui adverteix que ha trobat la llegenda «según he hallado escrito» en uns suposats «cuadernos de mano». Si bé hom no pot imputar amb absoluta seguretat la invenció de la llegenda a Beuter, sembla clar que el recurs dels suposats «cuadernos de mano» o bé remet a una font anterior, o bé era subterfugi per evitar qualsevol crítica posterior. L'historiador Agustí Alcoberro i Pericay assenyala que, en tot cas, tant si Beuter fou l'inventor de la llegenda, com si la llegenda és una adaptació d'una versió anterior que circulava per València, els «cuadernos de mano» no serien gaire anteriors al 1551.

### ElNobiliario verode l'any 1485
Per altra part l'historiador Martí de Riquer assenyala que la Llegenda de les quatre barres de sang redactada per Beuter el 1551 presenta notables similituds amb una altra llegenda redactada per l'heraldista Hernán Mexía el 1485 a Nobiliario vero. El Nobiliario vero és un tractat de noblesa i cavalleria que en el seu tercer llibre tracta sobre les armes, insígnies, blasons, senyals i banderes; de la seva invenció i ús, i sobre quins metalls, colors, significats i formes són els més adients. Martí de Riquer assenyala concretament el passatge on Hernán Mexía explicà quin era l'origen de les armes del llinatge dels Aguilar-Priego, després anomenats Fernández de Córdoba, explicant que les armes d'aquest llinatge tenien l'origen en la conquesta de la ciutat de Córdoba pel rei Ferran III de Castella el 1236:
| «                                      | (castellà) Otrossi aquellas tres faxas de goles o de colorado que traen los del linaje de Cordova, así como don Alfonso, señor de la casa de Aguilar y del conde de Cabra e los otros cavalleros de quien es fecha mençión. Lo cual representa la causa principal de la tomada de Cordova, otrosi las feridas e sangre vertida, e aquel acto glorioso que entonçes obró el rrey don Fernando, quando un cavallero, de aquellos el mas principal, saliendo ferido, el rrey llegó a él e la rrazón que entre ellos passó no la sé, pero el rrey, mojada la mano de la sangre, pasóla por el escudo del dicho cavallero e no tiñó salvo con los tres dedos; e desta causa dende entonçes traen aquellas tres faxas bermejas en un escudo de oro, según que las oy traen.' | (català) D'altre manera aquelles tres faixes de gules o roges que porten els del llinatge de Córdova, així com Alfonso, senyor de la casa d'Aguilar, i el comte de Cabra, i d'altres cavallers de quí es fa menció. La causa d'això és la conquesta de Córdoba, doncs foren tantes les ferides i la sang vessada en aquell acte gloriós que obrà el rei Ferran, que quan un dels principals cavallers d'aquell llinatge, sortint ferit, arribà fins al rei, i allò que parlaren no ho sé, però el rei, mullada la mà de la sang, la passà per l'escut del dit cavaller i el tenyí amb tan sols tres dits; i aquesta fou la causa que des d'aleshores portessin tres faixes vermelles en un escut daurat, tal com les porten avui. | » |
| — Hernán Mexía: Nobiliario vero (1485) | | |   |

El tractat d'Hernán Mexía amb la llegenda de les armes de la Casa Aguilar-Prieto fou editat i publicat a Sevilla el 1492 i, per tant, assenyala Riquer, l'obra pogué ser consultada i copiada per l'historiador valencià Pere Antoni Beuter el 1550.

### La versió d'Otger Cataló i les barres de sang de l'any 1532
L'historiador aragonès Gualberto Fabricio de Vagad, en la seva obra Crónica de Aragón (1499) tornava a explicar que el primer rei d'Aragó que prengué la Senyera Reial fou Alfons el Cast, fill del comte de Barcelona Ramon Berenguer IV, deixant clar que eren «los bastons o palos de Catalueña». De la mateixa manera, s'expressà el també historiador Lucio Marineo Sículo a l'obra De Aragoniae Regibus (1509), introduint la novetat que l'emblema tenia el seu origen en el mític cavaller Otger Cataló. L'obra de Lucio Marineo Sículo fou traduïda al castellà per Juan de Molina i impresa a València amb el nom de Crónica d'Aragón. Partint d'aquesta traducció, l'historiador castellà Gonzalo Fernández de Oviedo y Valdés inventà una versió primigènia de la llegenda de les quatre barres en la seva obra autògrafa Catálogo Real de Castilla. L'historiador castellà explica que el cavaller Otger Cataló tenia per armes un escut franc tot daurat, i que mentre lluitava contra els sarraïns fou ferit en una mà; quan va voler adreçar l'escut, li quedaren cinc marques dels dits tacats de sang a l'escut. Finada la batalla Otger Cataló manà que a partir d'aleshores aquell seria l'escut dels seus successors.
| «                                                                        | (castellà) Caso que la Crónica Aragonessa ni la de Cataluña no hazen mençión desto, mas porque vienen a propósito destas armas, diré aquí lo que he hallado e visto escripto e pintado en libros antiguos de armas. E quanto a lo más antiguo, que es el número de los çinco bastones, escriuen que peleando contra los moros el dicho Octoger Golante traya vn escudo franco todo dorado e que fue herido en la mano. E así como la tenja sangrienta, queriendo enderesçar el dicho escudo o ponerle a su voluntad, le señaló de alto a baxo con todos çinco dedos sangrientos e quedaron çinco línias o bastones de sangre sobre lo dorado del escudo. E vençida la batalla con mucha prosperidad mandó quel escudo así sestoujesse e de ay adelante puso aquello por armas él e sus subçessores. | (català) Encara que no s'esmenta ni a la crónica aragonesa ni a la de Catalunya, atès que ve al cas parlar d'aquestes armes, diré aquí allò que he vist escrit i pintat en llibres d'armes antics. Respecte al més antic, que és el nombre de cinc bastons, escriuen que lluitant contra els moros el dit Otger Cataló portava un escut franc tot daurat i que fou ferit en una mà. I així com la tenia ensangonada, volent adreçar el dit escut o posar-lo en la seva voluntat, l'assenyalà de dalt a baix amb tots els cinc dits ensangonats i quedaren cinc línies o bastons de sang sobre el daurat escut. I vençuda la batalla amb molta prosperitat manà que l'escut així es quedés i d'aleshores en endavant foren aquelles les seves armes i les dels seus successors. | » |
| — Gonzalo Fernández de Oviedo y Valdés: Catálogo Real de Castilla (1532) | | |   |

L'historiador i arxiver català Pere Miquel Carbonell desmentí qualsevol rerefons històric del llegendari cavaller Otger Cataló en la seva obra Chròniques de Espanya fins ací no divulgades (1513), impresa el 1547. Finalment, el 1551 la versió primària de la llegenda escrita el 1532 i centrada en Otger Cataló fou adaptada per l'historiador valencià Pere Antoni Beuter, que la publicà en la seva obra Segunda parte de la crónica general de España, una crònica editada en castellà a València el 1551. L'historiador valencià canvià el llegendari cavaller Otger Cataló per l'històric comte Guifré el Pilós, els sarraïns pels normands, i l'accidental marca dels dits ensangonats sobre l'escut daurat per l'èpica concessió formal de l'emperador dels francs al comte de Barcelona; quedà fixada d'aquesta manera la versió definitiva de Llegenda de les quatre barres de sang.

## La llegenda de les quatre barres de sang

Escut amb el Senyal Reial

Quan en la Segunda parte de la crónica general de España arriba el moment d'explicar els fets del comte de Barcelona Guifré el Pilós, Beuter hi insereix l'episodi de la Llegenda de les quatre barres de sang. Explica Beuter que els normands atacaren França i el comte Guifré el Pilós anà a ajudar a l'emperador franc. Derrotats els normands, el comte Guifré el Pilós demanà a l'emperador Lluís —no es concreta de quin Lluís es tractava, si de Lluís I (814-840), de Lluís II (877-879), o de Lluís III (879-882)— que li donés un escut d'armes; aleshores el rei se li acostà i mullà els seus dits de la mà dreta en una ferida que tenia el comte, passant-los després de dalt a baix per sobre de l'escut daurat del comte li digué: «Aquestes seran les vostres armes, comte».
| «                                                                          | (castellà) En este comedio, los normandos entraron por la tierra de Francia, y huvo de hazer gente el emperador Loís para resistirles. Y fue a servirle el conde con los cavalleros barceloneses que con él se hallaron. Y pelearon con los normandos valerosamente y venciéronlos. En esta batalla, según he hallado escrito en unos cuadernos de mano, diz que pidió el conde Iofre Valeroso al emperador Loís que le diesse armas que pudiesse traher en el escudo, que llevava dorado sin ninguna divisa. Y el emperador, viendo que havía sido en aquella batalla tan valeroso que, con muchas llagas que recibiera, hiziera maravillas en armas, llegóse a él, y mojóse la mano derecha de la sangre que le salía al conde, y passó los quatro dedos ansí ensangrentados encima del escudo dorado, de alto a baxo, haziendo quatro rayas de sangre, y dixo: “Éstas serán vuestras armas, conde.” Y de allí tomó las quatro rayas, o bandas, de sangre en el campo dorado, que son las armas de Cathaluña, que agora dezimos de Aragón. | (català) En aquest succés, els normands entraren per la terra de França, i l'emperador Lluís necessità de gent per a resistir-los. Anà a servir-lo el comte amb els cavallers barcelonins que amb ell es trobaven. I lluitaren amb els normands valerosament i els venceren. En aquesta batalla, segons he trobat escrit en uns quaderns de mà, es diu que el comte Jofre Valerós demanà a l'emperador Lluís que li donés armes que pogués portar a l'escut, que portava daurat sense cap divisa. I l'emperador, veient que havia estat en aquella batalla tant valerós que, malgrat les ferides, feu meravelles amb les armes, s'acostà a ell, i mullà la mà dreta de la sang que li sortia al comte, i passà els quatre dits ensangonats per sobre de l'escut daurat, de dalt a baix, fent quatre ratlles de sang, i digué: Aquestes seran les vostres armes, comte. I d'allí prengué les quatre ratlles, o bandes, de sang en camp daurat, que son les armes de Catalunya, que ara en diem d'Aragó. | » |
| — Pere Antoni Beuter: Segunda parte de la crónica general de España (1550) | | |   |

## Dispersió de la llegenda
La Llegenda de les quatre barres de sang fou un èxit immediat i fulminant. A partir de 1551 la gran majoria d'historiadors posteriors la reproduïren corregint-la i ampliant-la. El 1564 un altre historiador valencià Rafael Martí de Viciana ja la donava totalment per certa a Crónica de la ínclita y coronada ciudad de Valencia y de su Reyno, assenyalant que «quatro barras coloradas en campo de oro, dadas a don Jofre, primer conde de Barcelona». L'emperador Lluís, que en l'original de Beuter no era concretat, fou identificat amb l'emperador Lluís I «el Pietós» mentre que d'altres versions l'identificaven amb el seu net Lluís II de França «el Quec»; altres convertiren la ferida després del combat en una ferida mortal, situant l'escena en el llit mortuori del comte poc abans de la seva mort; en altres versions, atès que l'emperador Lluís I «el Pietós» havia mort el 840, abans del naixement de Guifré el Pilós, el rei de la llegenda fou canviat per Carles II de França «el Calb»; així fou com la recollí un altre historiador valencià, Francisco Diago, autor de Historia de los victoriosísimos antiguos condes de Barcelona, (1585-1615) que publicà a Barcelona el 1603; la llegenda valenciana havia arribat a Catalunya.
| «                                                                                      | (castellà) CAPÍTULO VII: DE CÓMO EL CONDE DON VUIFREDO EL VELLOSO FUE A FRA(N)CIA Y SE HALLO CON EL EMPERADOR EN LA JORNADA DE LOS NORMANDOS, Y DE COMO LE DIO ENTO(N)CES EL EMPERADOR POR ARMAS LAS QUATRO BARRAS COLORADAS EN CA(M)PO DORADO, Y EL CONDADO EN FEUDO HONROSO En esta jornada se hallo el Conde de Barcelona Vuifredo, y de vn encuentro o assalto quedo tan malherido que al Emperador le parecio muy justo yrle a visitar a su tienda. Ento(n)ces vie(n)dole tan bañado en su propria sangre, y acordandose de lo q(ue) el herido le auia pedido algunas vezes en merced, le diesse alguna insignia de su mano, la puso desde luego en sus sangrientas heridas, y assentandola sobre el escudo dorado que el Conde tenia embraçado, dexo en el señaladas y esta(m)padas quatro barras bermejas o coloradas, y le dixo: Conde, estas seran vuestras Armas. Y desde ento(n)ces aca tienen los Condes de Barcelona por blason y armas, quatro barras bermejas en campo dorado. Y dellos sin duda las tomaro(n) los Reyes de Aragon desde el casamiento de doña Patronilla hija vnica y heredera del Rey do(n) Ramiro el monje con el Conde de Barcelona don Raymundo Berenguer el quarto. Que entonces no tenia Aragon por armas sino la Cruz bermeja de san Iorge en campo de plata y alderredor della en sus quatro angulos las cabezas cortadas que de quatro Reyes Moros se hallaron adornadas de mucha riqueza y pedreria entre los despojos de la victoria que el Rey don Pedro el primero, estando sobre Huesca, alcanço del grande exercito de Moros de allende que vino en favor de aquella ciudad en el año de mil y noue(n)ta y seys. | (català) CAPÍTOL VII: DE COM EL COMTE EN GUIFRÉ EL PILÓS ANÀ A FRANÇA Y ES TROBÀ AMB L'EMPERADOR EN EL JORN DELS NORMANDS, I DE COM LI DONÀ ALESHORES PER ARMES LES QUATRE BARRES VERMELLES EN CAMP DAURAT, I EL COMTAT EN FEU D'HONOR En aquest jorn el trobà el comte de Barcelona Guifré, i d'un encontre o assalt quedà tant mal ferit que a l'emperador li semblà just anar-lo a visitar a la seva tenda. Aleshores, veient-lo tant banyat en la seva pròpia sang, i recordant allò que en algunes ocasions li havia pregat en mercè, que li lliurés alguna insígnia de la seva mà, posà aquesta sobre les seves ferides, i passant-la llavors per sobre de l'escut daurat que el comte tenia als embraçat, deixà en ell senyalades i estampades les quatre barres roges o vermelles, i li digué: Comte, aquestes seran les vostres Armes. I des d'aleshores ençà tenen els comtes de Barcelona per blasó i armes quatre barres vermelles en camp daurat. I d'ells sens dubte les prengueren els reis d'Aragó des del casament de Peronella, filla única i hereva del rei en Ramir el monjo, amb el comte de Barcelona en Ramon Berenguer el quart. Que fins aleshores el regne d'Aragó havia tingut per armes una Creu vermella de Sant Jordi en camp de plata envoltada en els seus quatre angles dels caps decapitats que de quatre reis moros es trobaren engalanats de molta riquesa i pedreria entre les despulles de la victòria que el rei en Pere el primer, estant sobre Osca, obtingué sobre el gran exèrcit de moros de terres llunyanes que vingué en favor d'aquella ciutat en l'any de mil i noranta i sis. | » |
| — Francisco Diago: Historia de los victoriosísimos antiguos condes de Barcelona (1603) | | |   |

El capellà d'Arenys Joan Gaspar Roig i Jalpí escrigué Libre dels feyts darmes de Catalunya l'any 1685, però el presentà com si fos un antic manuscrit medieval de 1420; en aquesta versió la llegenda encara fou més elaborada:
| «                                                                       | En tantost que ya hauia edat per saber be regir la sua terra, sdeuenchsen quel emperador Carles Caluo hac grans guerres ab los normats, e per la naturalea que lin deuia, va anar ab molts barons, e nobles, e altra gent de cauall de la sua terra per faerlin valeça, e le hi va faer baroniuolment, en tant, que en una batalla quel Emperador hac ab los dits normats, foren morts e ferits mols dels seus barons, e nobles, e altres que ab los dessus dit en Guifre eren anats. El mateix en Guifre, qui ab lo seu gran ardit e coratge, e bellicorositat dels seus lin va gonyar aquella batalla, va restar malament nafrat; lo qual com lo dit Emperador nach sment sen va dolre molt, car sortment laymaua per la sua gran virtut, e com també era parent seu; e de continent val anar a veurel a la sua tenda, hon lon va trobar que de les ferides lin exia gran sanch, e lin dix: Be sots vos bellicoros, come en Guifre mon parent, com be sen demostra ab lo gran coratge e ardit contrals meus inimichs, que semblant es en gran manera al del meu pare Loys, e del meu aui Carles Magnes, e del meu besaui Pipin, e del meu rebesaui Carles Martel, qui tots axi com per amunt ho foren los nostres antepassats, aquests foren bellicorosissims e faeren molts marauellosos feyts d'armes, aixi com vos sempre los hauets feyts; e per ço tota la vosta terra que per mi regiu, e tota França, e tota Alamanya, e tota Italia, e tota Spanya, sta plena de gloria de vostra gran bondat. Vos hauets gonyada aquesta gran victoria, mes yous en fare tantes gracies e merces que aufades ben restarets pagat; e ara yous vull dar armes de la mia propria ma, com moltes voltes me les hajau demanades e yo may vos les hage otorgades, e seran per a sempre les que ara vos dare. E mullant Lemperador los quatre dits de la ma dreta ab la sanch que de les nafres del dessus dit comte en Guifre exia, e tornantlos altra e altra volta mullar, los va passar per lescut del comte, qui era daurat e noy hauia armes senyalades, com ell les volia de ma del Emperador, segons que per los feyts darmes les merexia; e va restar lescut del cap demunt tro al cap dauall senyalat ab quatre ralles de sanch, e lin dix: Aquestes seran, bellicorosissim comte, les vostres armes e dels qui baxaran de vos, que son armes de la vostra sanch exida de les vostres nafres, que en seruey meu han feytes al vostre cors los meus inimichs; e per esser armes exides del vostre marauellos coratge e de la vostra gran virtut, seran les mils que negun baro del mon hage. E lauors lo comte aixi com mils posque lin rete moltes gracies; el Emperador fae quel curassen be com sen deuia, e lin fae grans merces. | » |
| — Joan Gaspar Roig i Jalpí: Libre dels feyts darmes de Catalunya (1685) | |   |

I fins a un total de set versions diferents anaren apareixent fins que finalment, el 1812, el català Joan de Sans i de Barutell desacredità totalment qualsevol rerefons històric de la llegenda trobada, adaptada, o inventada, per Pere Antoni Beuter el 1551.

## Pintura i poesia
Malgrat que el 1812 Joan de Sans i de Barutell desacredità totalment la historicitat de la llegenda, no per això deixà de ser una llegenda formosa, raó per la qual els artistes sentiren la necessitat de reproduir-la gràficament i de glossar-la amb poemes. En aquest sentit es manifestava Pau Piferrer l'any 1839, recordant que malgrat que la llegenda valenciana no tenia cap fonament històric «això no obstant, sempre és grat escoltar les tradicions dels nostres antics, doncs les heroïcitats d'aquells temps que porten el sa segell del decurs de la història són tan poètics, que l'ànim es complau a llegir-les i narrar-les, malgrat que llavors ens vingui la raó per a manifestar-nos la seva falsedat evident».
- Mort de Guifré el Pelós 
 (Claudi Lorenzale i Sugrañes, ca. 1843)
- Guifré I de Barcelona, el Pilós
(Pau Béjar Novella, ca. 1892)

| Lo compte Jofre’l Pelós (1839) de Joaquim Rubió i Ors (fragment) Pera axó darte vull, Jofre, En senyal de ton valor, Un blassó que t' honre á tu Que l' rebs, y á mi que te l' don': Un blassó que sia digne De qui calsa esparons d'or, Y cenyeix mantell de púrpura ab una corona l' front. Y tenyint sos quatre dits En la roja sanch que á doll Rajava de la ferida Del bon Jofre lo Pelós, Pintá en son escut las barras Que en las banderas un jorn Dels reys de Aragó foren Als reys sarrahins terror. Aquestas, Compte, tas armas Serán, aquest ton blassó, Blassó que als segles tas glorias Recordará y ton valor. |  | Las barras de sanch (ca. 1859) de Josep Coroleu i Inglada (fragment) Al ferit corre á abrassar. —«Senyor! lo forit exclama, No meresch tanta bondat.» — « Wifredo, 't dech ma corona, Com t' ho puch jamay pagar?» —«Mon Comptat es feudatari — « Llibre de ton feudo 't fas. » — «Mon escut es sens empresa Lo bon Rey l'aná á agafar, Y posant en la ferida Del bon Wifredo la ma : — «Los valents, digué, que regan Llurs escuts ab roja sanch, Sols ab sanch deuben pintarlos: Sanguinós lo teu será. » Y ab sos dits lo bon Monarca Cuatre barras dibuixá. — « Wifredo, digué, eixas barras, Per escut te dono jo: Cuant tomes á Catalunya, Serán ellas ton pendó. Cuant d'allí á Fransa vingueres Guanyares ab los téus fets, Un blassó per' tas banderas, Un trono per' los téus nets.» |  | Les barres de sanch (1880) de Jacint Verdaguer i Santaló (fragment) tot mirant les seves armes sospirava de tristor. –No sospireu, el bon comte, mont metge arriba tantost. –De les nafres no me’n sento, sols me’n sento de l'honor, puig en el camp de la guerra per mon escut no hi ha flors. –Si el teu escut n'està sense, ton pit n'està vermellós.— Posa els dits en la ferida, les passa per l'escut d'or. Si el comte Jofre plorava, encara plora més fort, mes ses llàgrimes de pena ja son llàgrimes de goig. –Grans mercès, lo rei de França, grans mercès, l'emperador. |  |